# Corydoras virginiae
Corydoras virginiae är en fiskart som beskrevs av Burgess, 1993. Corydoras virginiae ingår i släktet Corydoras och familjen Callichthyidae. Inga underarter finns listade i Catalogue of Life.